# 辰巳真理恵
辰巳 真理恵（たつみ まりえ、10月11日 - ）は、日本のソプラノ歌手・タレント・ミュージカル女優。タクスオフィス所属。

## 人物
大阪府枚方市生まれ。父は俳優の辰巳琢郎。母は元薬剤師。母方の祖父は外科医。弟も医師。父方の祖父は元地方公務員、父方の祖母は元教員。
世田谷区立千歳小学校、日本女子大学附属中学校・高等学校、東京音楽大学音楽学部声楽科卒業。同大学院音楽研究科修士課程声楽専攻独唱研究領域修了。高校2年の春に父の出演するミュージカル『キャンディード』に出会い、医学部志望から音楽大学の声楽科志望へと進路を変更する。高校のミュージカル部では『マンマ・ミーア!』ロージー役、『クレイジー・フォー・ユー』テス役などを演じる。
声楽を三林輝夫、林ひろみ、大島幾雄、釜洞祐子、小森輝彦、Yoko Takeda Vassalleの各氏に師事各氏に師事する。現在は、コンサートやオペラへの出演、コンサートの企画制作の他、TVバラエティー、演劇、ミュージカルへの出演も精力的にこなす等幅広い活躍をしている。
二期会会員。東京オペラ・プロデュース・メンバー。
枚方市PR大使。テーブルコーディネーター。ライフステージメンタル®カウンセラー。

## 活動
- 音大生ユニット「クリスタル☆エンジェルズ」を結成し演奏活動を開始する。(2009年6月-)
- 神楽坂女声合唱団へソプラノとして入団。(2010年5月-)
- 第46回東京国際芸術協会新人オーディション合格。同演奏会出演。(2010年6月)
- 第19回全日本ジュニアクラシック音楽コンクール全国大会奨励賞受賞。(2010年8月)
- 「世田谷ゆかたクイーングランプリ2010」特別賞受賞。(2010年8月)
- コンセール・ヴィヴァン第27回新人オーディション合格。(2010年9月)
- 第11回大阪国際音楽コンクール 声楽部門Age-U 歌曲コース入選。(2010年10月)
- 東京国際芸術協会より奨学金を受け、ウィーン国立音楽大学ウィンナームジークセミナーにてマスタークラスを受講、ディプロマを取得。(2011年8月)
- 第11回大阪国際音楽コンクール 声楽部門Age-U オペラコース入選。(2011年10月)
- 第17回高槻音楽コンクールにて奨励賞受賞。(2012年8月)
- 第13回ル・ブリアン・フランスコンクールにて奨励賞受賞。(2012年11月)
- 第14回大阪国際音楽コンクールリサイタルコース(声楽)エスポアール賞受賞。(1〜3位該当者なし)(2013年10月)
- 第1回ヤクーツク国際コンクールにてグランプリを受賞。(2021年12月)

## 主な出演歴

### コンサート
- アンティークモール銀座にてミニ・コンサート開催。以後、ミニ・コンサート多数開催。(2007年12月13日)
- ワインディナーショウ「Early Summer Party」(2009年6月12日、レ アール ド セゾン・セージ)
- 銀座十字屋「十字屋午後のサロン」(2009年12月15日)
- 高崎ビューホテル「スペシャルパフォーマンス」(2010年3月25日)
- 東京国際芸術協会新人演奏会(2010年6月3日)
- 第19回日本ジュニアクラシック音楽コンクール入賞者披露演奏会(2010年10月31日、サントリーホールブルーローズ)
- 神楽坂女声合唱団チャリティーディナーショウ(2010年11月28日、ロイヤルパークホテル)
- 宗次ホールランチタイムコンサート「クリスタル☆エンジェルズきらめきコンサート2010」
- クリスタル☆エンジェルズ ロビーコンサート(2010年12月11日、いちょうホール)
- 「エレガント・サロン・クラシックス Vol.6」(2011年8月20日、ムジカーザ)
- 「「成城響きあう街」 第5回トーク＆コンサート 〜辰巳琢郎ファミリーと若い音楽家たち〜」(2011年11月12日、成城ホール)
- 「エレガント・オペラ・クラシックス Vol.4」(2011年11月18日、ヤマハエレクトーンシティ渋谷 メインホール)
- ディナーショウ(2012年5月20日、新国立劇場「マエストロ」)
- 「辰巳真理恵ディナーショー」(2012年8月24日、新宿プリンスホテル)
- 「きらめく音楽と美食の聖夜」(2012年12月24日、全日空ホテル京都)
- 豊田市商工会議所創立60周年記念コンサート〜大河ドラマ50年とともに〜(2012年12月26日、豊田市コンサートホール)
- 「トークと歌の夕べ」辰巳琢郎が贈るベーゼンドルファーの歴史・その音色を楽しみながら(2013年1月25日、札幌かでる2・7)
- 「辰巳真理恵ディナーショー」(2013年1月31日、モルトン迎賓館青森)
- 「歌曲を歌う！」(2013年6月29日、仙川アヴェニューホール)
- 「アトリエ・エル オペラ・アリア・コンサート」(2013年7月5日、ヤマハエレクトーンシティ)
- 「辰巳琢郎が贈る きらめく音楽とワインの夕べ」(2013年7月6日、ラ・ジュネス)
- 「今様」&「乾杯の歌〜KANPAI SONG」発表パーティー(2013年7月6日、外国人記者クラブ)
- 「アーツシャワー2013〜オペラシティの夏祭り〜音楽のたまて箱」(2013年7月30日、オペラシティコンサートホール)
- 「辰巳琢郎が贈る きらめく音楽と美食の夕べ in 浜松」(2013年9月12日、ホテルコンコルド浜松)
- 「Brand New Autumn」(2013年9月15日、玉川髙島屋本館)
- 「辰巳琢郎が語る ベーゼンドルファーの歴史〜その音色を楽しみながら〜」(2013年10月23日、銀座ヤマハホール)
- 「辰巳琢郎 Presents『音楽で巡る情熱の国スペイン』国際ソロプチミスト米子認証40周年記念Thankfull コンサート」(2013年11月4日、米子コンベンションセンター)
- 『チャリティ寄席 花の会』 講談オペラ「蝶々夫人」(2013年11月19日、国立演芸場)
- ダイナースクラブプレゼンツ「ウィーンの至宝 ベーゼンドルファーの魅力をあなたに」〜辰巳琢郎が語るハプスブルグ家と音楽の都ウィーン〜(2013年12月9日、銀座ヤマハホール)
- 「神楽坂女声合唱団2013クリスマスチャリティディナーショウ」(2013年12月21日、ロイヤルパークホテル)
- 「COLLABORATION DINNER EVENT 京料理×フレンチ×長野県産ワイン×クラシック」(2014年3月3日、セルリアンタワー東急ホテル)
- 「乙女Only スプリングコンサート」(2014年4月13日、第一楽器四日市店)
- 「ラ・フォル・ジュルネ・オ・ジャポン2014 LFJエリアコンサート」(2014年5月3日、KITTE MARUNOUCHI)
- 「アトリエ・エル オペラ・アリア・コンサート(2014年5月9日、ヤマハエレクトーンシティ渋谷)
- 「辰巳真理恵バースデー＆Plate tokyo1周年記念パーティー」(2014年10月11日、Plate tokyo)
- 「京都おもてなし音絵巻2014」(2014年10月19日、京都コンサートホール大ホール)
- 「アルマーニ/リストランテ CA'DEL BOSCO ディナー」(2014年11月13日、アルマーニ/リストランテ)
- 「Dinner Concert」(2014年11月22日、軽井沢ルバート)
- 「梅田スノーマンフェスティバル2014 グランフロント大阪クリスマスコンサート「オペラとゴスペルのちょっと大人なクリスマスコンサート」」(2014年12月6日、うめきた広場大階段)
- 「辰巳真理恵プロデュース おとめOnly Vol.5 クリスマス☆ガラコンサート」(2014年12月11日、白寿ホール)
- 「ディナーコンサート♪」(2014年12月27日、西麻布カデンツァーレ)
- 「辰巳真理恵プロデュース おとめonly Vol.6 バレンタイン♡コンサート」(2015年2月10日、グローバル東京本社内サロン)
- 「Atelier ELLS アトリエ・エル Vol.10」(2015年3月14日、紀尾井町サロンホール)
- 「ラ・フォル・ジュルネ・オ・ジャポン2015 丸の内エリアコンサート」(2015年5月3日、丸の内オアゾ 1階 『○○広場（おおひろば）』)
- 「Atelier ELLES アトリエ・エル vol.11」(2015年6月20日、すみだトリフォニ—ホール小ホール)
- 「アフタヌーンクラシック Vol.6「きらめく音楽のおもちゃ箱」(2015年8月9日、メセナひらかた会館 多目的ホール)
- 「辰巳真理恵プロデュース おとめonly Vol.7 夏祭り☆コンサート」(2015年8月24日、グローバル東京本社内サロン)
- 「Ca’del Bosco × Rigoletto FRANCIACORTA PARTY」(2015年9月16日、smoke grill and bar 祇園)

### テレビ
- 日本-オーストリア国交140周年「ウィーン舞踏会」(2009年1月24日、BSフジ「大使館の食卓にて放送」)
- 金曜ドラマ「コンカツ・リカツ」(2009年5月、NHK)
- 土曜スペシャル「感動を絵に残して…絶景をめぐる初夏の旅」(2009年5月9日、テレビ東京)
- 「レディス4」(2009年7月16日、テレビ東京)
- 「クイズ雑学王」(2009年12月2日、テレビ朝日)
- 「Qさま!!プレッシャーSTUDY2011インテリイケメン軍団VSインテリ美女軍団SP」(2011年9月5日、テレビ朝日)
- 「Qさま!!プレッシャーSTUDY2011第4回 芸能界漢字王No.1決定戦3時間SP」(2011年10月10日、テレビ朝日)
- 「超タイムショック芸能人最強クイズ王決定戦スペシャル12・14」 (2011年10月13日・2012年1月12日、テレビ朝日)
- 「メレンゲの気持ち〜ビューティフルライフ」(2012年3月10日、日本テレビ)
- 「ウチくる！？」(2012年5月13日、フジテレビ)
- 「さんまのスーパーからくりTV」(2012年6月10日、TBSテレビ)
- 「Oh!どや顔サミット3時間スペシャル」(2012年10月12日、テレビ朝日)
- 「Qさま!!プレッシャーSTUDY2012 親子インテリ軍団VS旬なインテリ芸人軍団SP」(2012年10月22日、テレビ朝日)
- 「それがしりたい ニッポンおもしろいネ #6 とっておきの京都！意外と知らない老舗の秘密」(2012年11月5日、BS-TBS)
- 「partner 特集『贈る 特別。〜とっておきの幸せギフト〜』」(2012年12月2日、BS朝日)
- 「それがしりたい ニッポンおもしろいネ #17 文豪たちが愛した老舗の味」(2013年1月28日、BS-TBS)
- 「はなまるマーケット はなまるカフェ」(2013年6月20日、TBSテレビ)
- 「はなまるマーケット とくまる」(2013年7月17日、TBSテレビ)
- 「Qさま!! 真夏の2連戦！2時間SP」(2013年8月19日、テレビ朝日)
- 「火曜サプライズ 超特大3時間SP」(2013年9月10日、日本テレビ)
- 「徹子の部屋」(2015年5月1日、テレビ朝日)
- 「辰巳琢郎の葡萄酒浪漫」第75回 - 第78回 (2015年10月4日(前編)・10月11日(後編)、BSジャパン)
- 「踊る!さんま御殿!! 最強2世＆おブス軍団 天海祐希も初参戦SP」(2015年10月6日、日本テレビ)

### ラジオ
- 「Sunday Music Blend」(2013年6月2日、エフエム世田谷)
- 「女性相談室」(2013年8月20日 8月27日 9月3日 9月10日、ラジオ日本)
- 「和田昌之のWADAX Radio（第15回）」(2015年7月26日、文化放送)
- 「辰巳真理恵のBa,Be,Bi,Bo,Bu」（2018年10月～、Tokyo Star Radio）

### 舞台
- 新作ミュージカル「楽園」 (2009年8月)
- Arts Fusion in KANAGAWA Part2 横内謙介演出「リボンの騎士〜鷲尾高校演劇部奮闘記〜」[5] (2011年2月26日・27日、神奈川県立青少年センターホール)安達美穂 役
- 恋文 星野哲郎物語 (2011年6月2日 - 9日、御園座)星野桜子 役
- オペラ「魔笛 Die Zauberflote」(2013年3月3日、渋谷区文化総合センター大和田さくらホール)パパゲーナ 役
- 恋文 星野哲郎物語 (2014年2月5日 - 11日、三越劇場)星野桜子 役
- 世界初演「MABOROSI〜オペラ源氏物語〜」[6](2014年3月22日、甲府コラニーホール)三の宮 役
- オペラ「ラ・ボエーム」(2014年10月9日、ムジカーザ)ムゼッタ 役
- オペラ「魔笛」(2015年7月26日、杉並公会堂大ホール)パパゲーナ 役
- 東京二期会オペラ劇場　宮本亞門演出オペラ「フィガロの結婚」(2016年7月16日・18日、東京文化会館大ホール)
- 東京オペラ・プロデュース 日本初演オペラ「グリゼリディス」（2016年10月9日、新国立中劇場、「第14回三菱UFJ信託音楽賞 奨励賞」受賞 ）ベルトラード役
- 国際芸術祭「時空の共振」龍野アートプロジェクト2016　日本初演オペラ「大奥」（2016年11月12・13日)夏姫（なつき）役
- 東京オペラ・プロデュース 日本初演オペラ「ベルファゴール」(2017年2月4日、新国立中劇場）少年役
- 杉原千畝物語オペラ「人道の桜」 (2017年3月25日、新宿文化センター大ホール)アンナ 役
- 東京オペラ・プロデュース第100回記念 日本初演オペラ「ラインの妖精」（2017年5月27日、新国立中劇場）妖精役
- ベルリン・コーミッシェ・オーパーとの提携公演 東京二期会オペラ劇場 「こうもり」（2017年11月23・25日、日生劇場）イダ役
- 東京オペラ・プロデュース オペラ「フィガロの結婚」ハイライト(2018年7月16日、一橋大学佐野書院)スザンナ役
- 世界初演オペラ「景虎」(妙高市文化ホール、2018年12月9日)村娘・侍女役
- 東京オペラ・プロデュース オペラ「ロメオとジュリエット」(2019年3月2日、中野ZERO大ホール）十八番の少年役・ステファノ役
- 江戸まちたいとう芸楽祭～冬の陣～ 音楽朗読劇「わが愛の譜－滝廉太郎物語－」(2020年1月9日、旧奏楽堂)
- 東京オペラ・プロデュース オペラ「シンデレラ」(なかのZERO小ホール、2020年2月28日)名付け親の妖精役
- 東京オペラ　オペラ「フィガロの結婚」(2020年3月10日、日暮里サニーホール)バルバリーナ役
- 東京二期会オペラ劇場 オペレッタ「メリー・ウィドー」(2020年11月26・28日、日生劇場）ロロ役
- 杉原千畝物語オペラ「人道の桜」（2021年12月24日、杜のホールはしもと）アンナ役
- 東京二期会オペラ劇場　宮本亞門演出オペラ「フィガロの結婚」(2022年2月9日・12日、東京文化会館大ホール)
- Tokyo ope’lata オペラ「愛の妙薬」（2022年7月24日、杉並公会堂大ホール）ヒロイン・アディーナ役
- オペラバフ オペラ「魔笛」(2023年2月10日、光が丘IMAホール)パパゲーナ役
- オペラ「電話」(2023年3月18日、ソフィアザールサロン)ヒロイン・ルーシー役
- Tokyo ope’lata オペラ「ジャンニ・スキッキ」(2023年7月29日、杉並公会堂大ホール)ヒロイン・ラウレッタ役
- オペラ「電話」(2023年8月11日、Marie's Salon)ヒロイン・ルーシー役
- オペラ「黒船～阿部正弘と謹子」演奏会形式(2023年10月16日、渋谷区文化総合センター大和田さくらホール)腰元のお篠役
- Tokyo ope’lataコンサートシリーズ「ヘンゼルとグレーテル」日本語訳詞ハイライト公演(2023年11月3日、ガルバホール)ヒロイン・グレーテル役
- 小田原オペラ オペラ「魔弾の射手」(2023年11月26日、南足柄市文化会館 金太郎みらいホール)エンヒェン役
- オペラ「電話」(2023年12月20日、Marie's Salon)ヒロイン・ルーシー役
- リーディングと歌で贈る クリスマス・キャロル（2024年12月24日・25日、あうるすぽっと）[7]
- バロック音楽劇「ヴィヴァルディ〜四季」ドラマコンサート（2025年5月8日 - 11日、新国立劇場小劇場）[8]